# 邸鵬
邸鵬，保定府唐縣人，明朝政治人物。

## 生平
邸鵬為洪武二十一年（1388年）進士，位列三甲第二十九名。擢為御史，忠耿清廉，「所知無不言，所言無不當。」後因事獲罪，被抄家，僅得木匙二只、木箸五副。太祖贊賞他的清廉，授予其廣東臺憲職位。